# Polany (województwo lubelskie)
Polany – wieś w Polsce, położona w województwie lubelskim, w powiecie tomaszowskim, w gminie Krynice.
| SIMC    | Nazwa         | Rodzaj    |
| ------- | ------------- | --------- |
| 0891973 | Kuźmówka      | część wsi |
| 0891980 | Namule        | część wsi |
| 0891996 | Nowiny        | część wsi |
| 0892010 | Podgóra       | część wsi |
| 0892027 | Przymiarki    | część wsi |
| 1025203 | Stare Pole    | część wsi |
| 1025232 | Turzyna       | część wsi |
| 0892056 | Wrończy Lasek | część wsi |

W latach 1975–1998 wieś położona była w województwie zamojskim.
Wieś jest sołectwem w gminie Krynice. Według Narodowego Spisu Powszechnego z roku 2011 wieś liczyła 223 mieszkańców.
Urodził się tu Stanisław Basaj.
Wierni Kościoła rzymskokatolickiego należą do parafii św. Stanisława w Krynicach.